# Caucher Birkar
Caucher Birkar (sinh tháng 7 năm 1978, tiếng Kurd: کۆچەر بیرکار), còn được gọi là Fereydoun Derakhshani, là một nhà toán học người Kurd, quốc tịch Iran và Anh. Ông là giáo sư tại Đại học Cambridge. Birkar là một đóng góp chính cho hình học song hữu tỉ hiện đại. Năm 2010, ông đã nhận được giải Leverhulme về toán học và thống kê cho những đóng góp của ông về hình học đại số. Năm 2016, ông nhận giải thưởng AMS Moore  cho bài báo "Existence of minimal models for varieties of log general type", Journal of the AMS (2010) (đồng tác giả với P. Cascini, C. Hacon và J. McKernan). Ông được trao Huy chương Fields năm 2018, "vì lời giải của ông về tính bị chặn của các đa tạp Fano và những đóng góp cho chương trình mô hình tối thiểu".

## Tiểu sử
Birkar sinh năm 1978 tại Marivan, tỉnh Kurdistan, Iran, lớn lên trong bối cảnh chiến tranh Iran - Iraq. Ông vào học và nhận bằng cử nhân toán tại Đại học Tehran. Ông giành được giải ba trong cuộc thi Toán học Quốc tế cho sinh viên Đại học vào năm 2000 và, ngay sau đó, chuyển đến Vương quốc Anh và xin tị nạn chính trị. Năm 2001-2004, Birkar là nghiên cứu sinh tiến sĩ tại Đại học Nottingham. Năm 2003, ông nhận học bổng Cecil King của Hội Toán học London trao cho nghiên cứu sinh tiến sĩ hứa hẹn nhất.

## Nghiên cứu
Cùng với Paolo Cascini, Christopher Hacon và James McKernan, Birkar giải quyết các giả thuyết bao gồm sự tồn tại của các lật log, sự hữu hạn sinh của vành chính tắc log, và sự tồn tại của các mô hình tối thiểu của các đa tạp dạng log tổng quát, xây dựng dựa trên các công trình trước đó của Vyacheslav Shokurov, Hacon và McKernan.
Trong các công trình gần đây, Birkar nghiên cứu các đa tạp Fano và kỳ dị của hệ tuyến tính. Ông chứng minh được một số bài toán nền tảng như giả thuyết Shokurov về tính bị chặn của các phần bù và giả thuyết Borisov–Alexeev–Borisov về tính bị chặn của các đa tạp Fano.
Năm 2018, Birkar nhận được huân chương Fields cho những nghiên cứu của ông về các đa tạp Fano và bài toán mô hình tối thiểu. Trong một video từ Simons Foundation, Birkar đã biểu lộ hi vọng rằng huân chương Fields của ông sẽ làm nên "một nụ cười nho nhỏ trên môi" của khoảng 40 triệu người Kurd trên toàn thế giới. Huân chương Fields của Birkar bị mất cắp trong cùng ngày ông được trao tặng. Trong một buổi lễ đặc biệt tại hội nghị toán học quốc tế 2018, Birkar được trao tặng một huân chương thay thế.
Birkar cũng nghiên cứu rất tích cực trong lĩnh vực hình học song hữu tỉ trên các trường đặc số dương. Nghiên cứu của ông cùng với nghiên cứu của Hacon-Xu gần như hoàn toàn giải quyết chương trình mô hình tối thiểu cho các đa tạp đại số 3 chiều trên các trường có đặc số tí nhất là 7.